# CEA CESTA
CEA CESTA(프랑스어: Centre d'études scientifiques et techniques d'Aquitaine)는 프랑스 원자력청(CEA) 산하의 핵무기 연구소이다. 아키텐 과학 기술 연구 센터가 정식명칭이지만, 그냥 세스타(CESTA)라고 부른다. 아키텐 레지옹의 도청 소재지인 보르도 인근에 위치해 있다.

## 프랑스판 샌디아 연구소
미국 에너지부 국가핵보안국 산하에는 미국의 3대 핵무기 연구소가 있다.
샌디아 국립 연구소(SNL)는 로스앨러모스 국립연구소(LANL), 로렌스 리버모어 국립연구소(LLNL)에 이어 미국의 3번째 핵무기 개발 연구소로 꼽힌다. 맨해튼 프로젝트 추진 과정에서 원자폭탄에 들어갈 전자회로, 기폭장치 등 비핵물질을 만들기 위해 "Z 부서"라는 이름으로 1945년에 설립됐다.
세스타는 프랑스판 샌디아 연구소라고 불린다.